# Coffee Stain Studios
Coffee Stain Studios est un développeur de jeux vidéo suédois basé à Skövde, fondé en 2010 par neuf étudiants de l'université de Skövde. La société est surtout connue pour son jeu Goat Simulator, sorti en avril 2014, et Satisfactory, sorti en accès anticipé en 2019. 
Leur société mère, Coffee Stain, exploite également Coffee Stain Publishing, un éditeur et une société propriétaires des développeurs Coffee Stain North (anciennement Gone North Games) et Lavapotion. En novembre 2018, le groupe Coffee Stain a été acquis par Embracer Group.

## Histoire
Coffee Stain Studios a été fondée à Skövde en 2010 par Anton Westbergh, Johannes Aspeby, Mikael Mård, Oscar Jilsén, Gustaf Tivander, Daniel Lundwall, Markus Rännare, Joakim Sjöö et Stefan Hanna, neuf amis et étudiants de l'université de Skövde. Leur premier jeu, I Love Strawberries, est sorti à la fin de cette même année sur iOS par Atari.
En 2011, Coffee Stain a participé à "Make Something Unreal", une compétition de modding pour Unreal Tournament 3 organisée par Epic Games et Intel, avec leur mod, Sanctum. Le mod a été bien reçu, ce qui a amené Coffee Stain à adopter le kit de développement Unreal afin de développer Sanctum en jeu autonome. En mars de la même année, la société a conclu un contrat de licence de cinq ans avec Epic Games pour la technologie Unreal Engine 3. Sanctum en tant que jeu autonome a été publié en avril 2011 et a été suivi d'une suite, Sanctum 2, en mai 2013. En février 2014, Coffee Stain a acquis les droits de I Love Strawberries et a republié le jeu sur iOS avec certaines améliorations. 
Coffee Stain a acquis une reconnaissance significative avec la sortie de Goat Simulator en avril 2014. Bien que le titre reçoive des critiques mitigées, comme il a été publié dans un état de buggy afin de tirer profit de la physique de ragdoll, il remporte un vif succès grâce aux vidéos et aux streamers. En août 2014, Goat Simulator avait dépassé toutes les ventes des jeux précédents du studio combinés et généré un chiffre d'affaires de plus de 12 millions de dollars en mars 2016.
Le 23 février 2017, Coffee Stain a annoncé Coffee Stain Publishing, une filiale qui agirait en tant qu'entité d'édition au sein du groupe Coffee Stain. Le premier titre publié par Coffee Stain Publishing sera Huntdown de l’équipe de développement suédoise Easy Trigger Games. Le lendemain, Coffee Stain a acquis une participation minoritaire dans le développeur danois Ghost Ship Games, devenant l'éditeur de leur prochain jeu, Deep Rock Galactic. 
En avril 2017, Coffee Stain a également investi dans le studio nouvellement fondé Lavapotion, basé à Göteborg, en gagnant une participation minoritaire. 
En juillet 2017, Daniel Kaplan, le premier employé du développeur suédois Mojang, a quitté Mojang pour rejoindre Coffee Stain Publishing. 
Le 30 janvier 2018, Coffee Stain a annoncé son initiative de financement "Leveling the Playing Field", destinée aux petites entreprises employant au moins autant de femmes que d'hommes et nécessitant un financement maximal d'un million de couronnes (environ 127 000 dollars ). Dans le cadre de cette initiative, Coffee Stain a investi dans le développeur danois Other Tales Interactive en échange d’une participation minoritaire. Le lendemain, Coffee Stain a acquis une participation majoritaire dans Gone North Games, un développeur suédois qui avait mis au point A Story About My Moncle, un magazine téléchargeable sur Coffee Stain, et du contenu téléchargeable pour Goat Simulator. Avec cette acquisition, Gone North Games a été renommée Coffee Stain North. 
Le 14 novembre 2018, le groupe de sociétés Coffee Stain et sa propriété intellectuelle ont été acquis par Embracer Group, société mère de THQ Nordic et Koch Media, pour un montant de 317 millions de couronnes suédoises (environ 34,9 millions de dollars ). Coffee Stain devrait continuer à fonctionner de manière indépendante au sein du groupe Embracer, son cofondateur, Westbergh, restant PDG. 
À l’époque, le groupe Coffee Stain employait 45 personnes, dont 24 pour Coffee Stain Studios.

## Jeux développés
| Année | Titre                    | Plateforme(s) | Plateforme(s) | Plateforme(s) | Plateforme(s) | Plateforme(s) | Plateforme(s) | Plateforme(s) | Plateforme(s) | Plateforme(s) | Plateforme(s) | Développeur(s)       | Éditeur(s)                                 |
| Année | Titre                    | Android       | iOS           | Linux         | Mac           | PC            | PS3           | PS4           | X360          | XONE          | N. Switch     | Développeur(s)       | Éditeur(s)                                 |
| ----- | ------------------------ | ------------- | ------------- | ------------- | ------------- | ------------- | ------------- | ------------- | ------------- | ------------- | ------------- | -------------------- | ------------------------------------------ |
| 2010  | I Love Strawberries      | Non           | Oui           | Non           | Non           | Non           | Non           | Non           | Non           | Non           | Non           | Coffee Stain Studios | Atari                                      |
| 2011  | Sanctum                  | Non           | Non           | Non           | Oui           | Oui           | Non           | Non           | Non           | Non           | Non           | Coffee Stain Studios | Coffee Stain Studios                       |
| 2013  | Super Sanctum TD         | Non           | Oui           | Non           | Oui           | Oui           | Non           | Non           | Non           | Non           | Non           | Coffee Stain Studios | Coffee Stain Studios                       |
| 2013  | Sanctum 2                | Non           | Non           | Oui           | Oui           | Oui           | Oui           | Non           | Oui           | Non           | Non           | Coffee Stain Studios | - Coffee Stain Studios - Reverb Publishing |
| 2014  | Goat Simulator           | Oui           | Oui           | Oui           | Oui           | Oui           | Oui           | Oui           | Oui           | Oui           | Oui           | Coffee Stain Studios | - Coffee Stain Studios - Double Eleven     |
| 2014  | A Story About My Uncle   | Non           | Non           | Oui           | Oui           | Oui           | Non           | Non           | Non           | Non           | Non           | Gone North Games     | Coffee Stain Studios                       |
| 2016  | The Westport Independent | Oui           | Oui           | Oui           | Oui           | Oui           | Non           | Non           | Non           | Non           | Non           | Double Zero One Zero | Coffee Stain Studios                       |
| 2018  | Puppet Fever             | Non           | Non           | Non           | Non           | Oui           | Non           | Non           | Non           | Non           | Non           | Coastalbyte Games    | Coffee Stain Publishing                    |
| 2019  | Deep Rock Galactic       | Non           | Non           | Non           | Non           | Oui           | Non           | Oui           | Non           | Oui           | Non           | Ghost Ship Games     | Coffee Stain Publishing                    |
| 2019  | Huntdown                 | Non           | Non           | Oui           | Oui           | Oui           | Non           | Oui           | Non           | Oui           | Oui           | Easy Trigger Games   | Coffee Stain Publishing                    |
| 2019  | Satisfactory             | Non           | Non           | Non           | Non           | Oui           | Non           | Non           | Non           | Non           | Non           | Coffee Stain Studios | Coffee Stain Publishing                    |

## Jeux édités
| Année | Titre              | Plateforme(s) | Plateforme(s) | Plateforme(s) | Plateforme(s) | Plateforme(s) | Plateforme(s) | Développeur(s)       | Éditeur                 |
| Année | Titre              | Linux         | Mac           | PC            | PS4           | XONE          | N. Switch     | Développeur(s)       | Éditeur                 |
| ----- | ------------------ | ------------- | ------------- | ------------- | ------------- | ------------- | ------------- | -------------------- | ----------------------- |
| 2018  | Puppet Fever       | Non           | Non           | Oui           | Non           | Non           | Non           | Coastalbyte Games    | Coffee Stain Publishing |
| 2019  | Deep Rock Galactic | Non           | Non           | Oui           | Oui           | Oui           | Non           | Ghost Ship Games     | Coffee Stain Publishing |
| 2019  | Huntdown           | Oui           | Oui           | Oui           | Oui           | Oui           | Oui           | Easy Trigger Games   | Coffee Stain Publishing |
| 2019  | Satisfactory       | Non           | Non           | Oui           | Non           | Non           | Non           | Coffee Stain Studios | Coffee Stain Publishing |
| 2021  | Valheim            | Non           | Non           | Oui           | Non           | Non           | Non           | Iron Gate AB         | Coffee Stain Publishing |
| 2022  | Songs of Conquest  | Non           | Oui           | Oui           | Non           | Non           | Non           | Lavapotion           |                         |